# Igor Anatoljevics Valetov
Igor Anatoljevics Valetov (oroszul: Игорь Анатольевич Валетов) (Taskent, 1946. február 1. –) szovjet színekben világbajnok, olimpiai bronzérmes orosz párbajtőrvívó.